# Shōta Saitō (Fußballspieler, 1994)
Shōta Saitō (japanisch 齋藤 翔太 Saitō Shōta; * 15. Juni 1994 in Machida) ist ein japanischer Fußballspieler.

## Karriere
Saitō erlernte das Fußballspielen in der Schulmannschaft der Yamanashi Gakuin University High School. Seinen ersten Vertrag unterschrieb er 2013 beim FC Machida Zelvia. Der Verein spielte in der dritthöchsten Liga des Landes, der Japan Football League. Am Ende der Saison 2013 stieg der Verein in die J3 League auf. Für den Verein absolvierte er 24 Ligaspiele. 2015 wechselte er zu Azul Claro Numazu. Für den Verein absolvierte er 12 Ligaspiele. 2016 wechselte er zum Tokyo 23 FC. 2020 wechselte er zu Briobecca Urayasu.